# Bupares pachytarsus
Bupares pachytarsus is een hooiwagen uit de familie Beloniscidae. De wetenschappelijke naam van Bupares pachytarsus gaat terug op Roewer.